# Arroyo de Paradillo
El río Paradillo o Blasco nace en la Sierra de Ávila y es un afluente por la izquierda del alto Adaja, en el Valle de Amblés. Como muchos de los afluentes del alto Adaja su curso de agua es intermitente, es decir solamente corre superficialmente a final de invierno y en primavera. En las otras estaciones puede correr solamente en la zona serrana, pero no en el valle.

## Recorrido

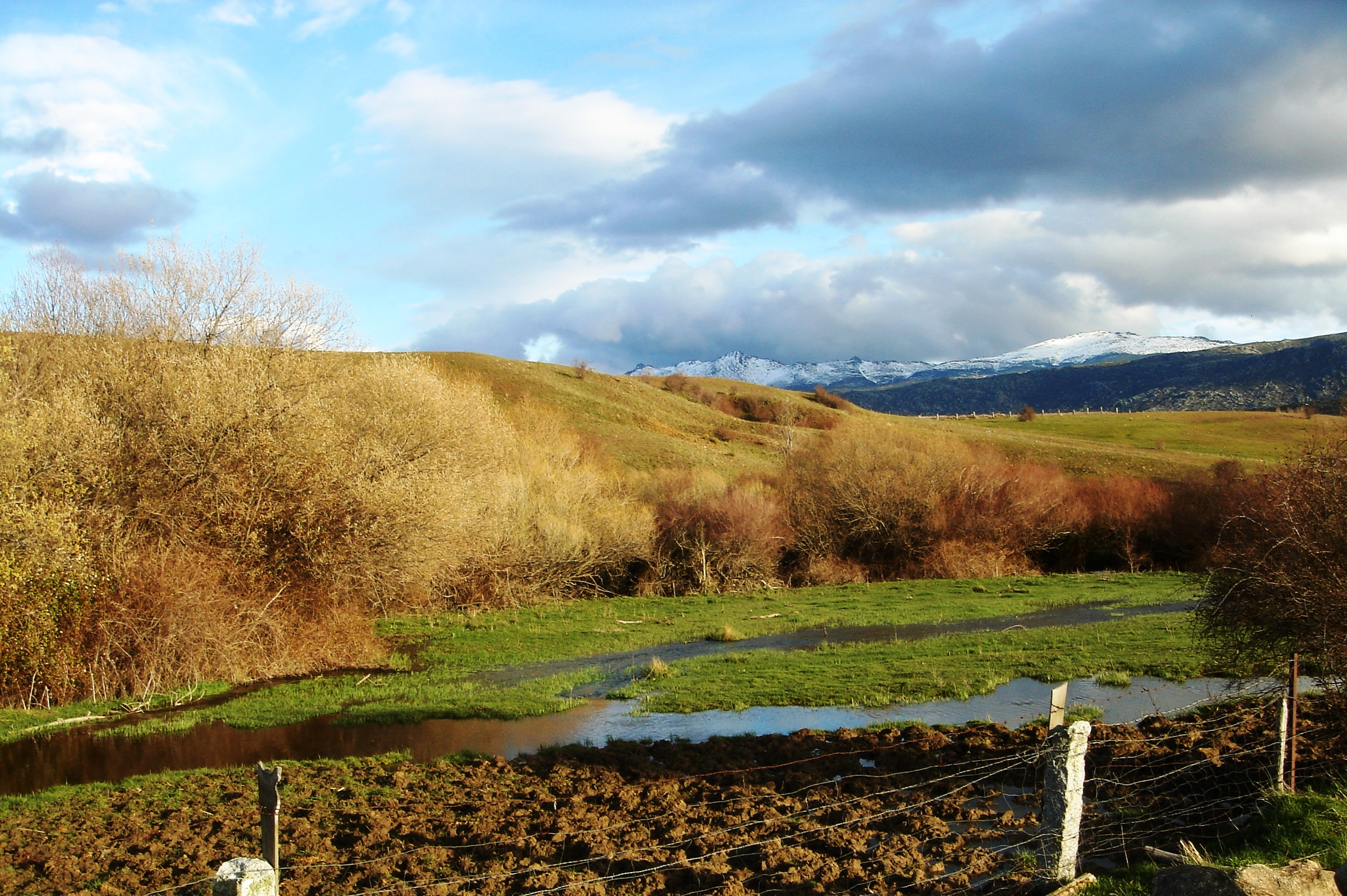
El río Blasco desbordado cerca de su desembocadura

El río Paradillo nace a 1400 m en la zona de Los Antanarejos y La Pedrera, con el nombre de arroyo de las Chorreras, en la Ermita de San Cristóbal cerca de Balbarda. A la altura de La Andonera sigue paralelo a la carretera local que une Balbarda y Muñez. Pasado Muñez que queda en la margen derecha recibe las aguas del arroyo de Cañada Media que nace en la Dehesa de Gallegos. Continua el recorrido hacia el este, dejando en su margen izquierda la carretera local que va de Muñez a Guareña. Poco antes de llegar a Guareña recibe las aguas del arroyo de Rubiales, que se despeña por Las Chorreras, en la falla que separa el Valle Amblés de la Sierra de Ávila. El arroyo de Rubiales es el resultado de la unión del arroyo Bajo Hondo y del arroyo de Los Horcajuelos, que son en realidad los que nacen a mayor altura en el Cerro de Gorría. El arroyo Bajo Hondo nace entre Cancha Lisa ( 1642 m) y el Cerro de Gorría a 1620 m formando un valle llamado Barranco la Cárcava y más abajo Bajo Hondo; aguas abajo deja Balbarda en su margen derecha y recibe las aguas del arroyo de Los Horcajuelos que nace en Las Torreras a 1575 m, atraviesa los pagos denominados El Cerco, El Horcajo y Huerto del Río y donde se une al Rubiales está El Molino. A partir de aquí se adentra en un encinar bastante bien conservado que ocupa la solana del sector occidental de la Sierra de Ávila entre Muñez, Oco y Guareña  y pasa por El Barrancón, Las Hontanillas y Las Chorreras. Pasado Guareña se une al Paradillo que en dirección sur se dirige hacia La Torre. La ribera del Paradillo entre Guareña y La Torre, es un prado comunal conocido con el nombre de Dehesa del Duque. En estos prados comunales los vecinos tenían lo que se conoce con el nombre de pastos, según el número de pastos que poseyeran, podían llevar 1 o más vacas o bueyes a pastar. En esta zona se localiza el despoblado de Matutejo en un área en el que han aparecido  sarcófagos de piedra, cuando se realizaban labores agrícolas y pizarras visigodas con numeración romana. A la altura del camino que une Santa María del Arroyo y Muñana y que pasa por El Molino en La Torre recibe las aguas de Las Regueras y del Prado Zambomba. Corre ahora en dirección sur paralelo a la Cañada Real Leonesa Occidental. Antes de llegar al núcleo de La Torre, atraviesa la carretera N-110, por un puente de un único arco, construido a finales de la década de los 60, después de que una riada producida por una tormenta en la zona de San Simones, destruyera el anterior puente, que era más pequeño.
En La Torre, recibe las aguas del denominado a nivel local El Arroyuelo, por su margen derecha. El río se dirige hacia el sur a través de prados y huertos en la zona de Las Veguillas, y pasa por los pagos llamados Los Tejares, los Diezgos y las Riberas Blancas donde desemboca en el Adaja. El río en este último tramo todavía conserva restos de un bosque de ribera formado por vergueras, álamos, fresnos, espinos y endrinos. El río recibe también en su último tramo el nombre de Río Blasco, dejando en su margen izquierda los pagos llamados de Cerro Pelayos antes de desembocar en el Adaja en una zona denominada La Isla y frente a unos prados para heno llamados Los Lindones.